# Slag bij Trenton

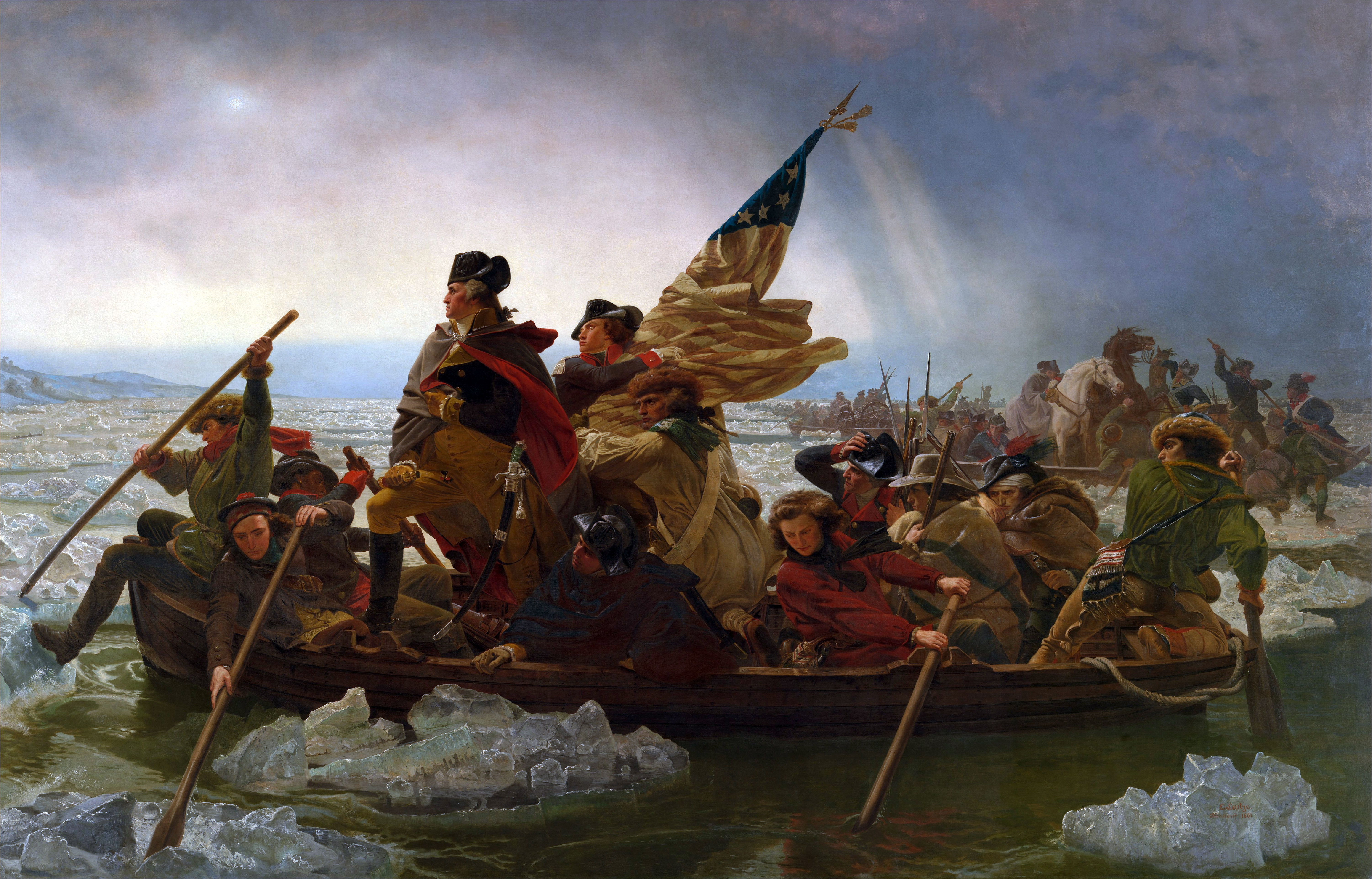
Washington steekt de Delaware over, schilderij van Emanuel Leutze

De Slag bij Trenton speelde zich af op 26 december 1776, tijdens de Amerikaanse Onafhankelijkheidsoorlog, na de oversteek van de Delaware door George Washington. Generaal Washington leidde het continentaal leger door de rivier om het Britse garnizoen van Duitse huurlingen bij verrassing te verslaan te Trenton. Door deze verpletterende overwinning kon het continentaal leger de goede posities innemen met het oog op de Slag bij Princeton, die de week daarop plaatsvond.
Trenton was bezet door drie regimenten van 1400 Hessische soldaten onder leiding van kolonel Johann Rall. Het leger van generaal Washington, dat ongeveer 2400 man telde, sloeg toe met twee colonnes: die van generaal-majoor Nathanael Greene langs het noorden en die van generaal-majoor John Sullivan langs het westen. Een derde divisie diende langs het zuiden aan te vallen, maar kon wegens tijdgebrek de rivier niet oversteken.
Er wordt beweerd dat de Hessenaars Kerstmis hadden gevierd en te dronken waren om zich ernstig voor te bereiden op de veldslag, maar dit is niet correct. Dat de Amerikanen de overwinning behaalden in de Slag bij Trenton, is te danken aan een spion, John Honeyman genaamd, die erin geslaagd was om inlichtingen te vergaren en de vijandelijke troepen te misleiden over de positie van de Amerikaanse troepen. De overtocht van de Delaware vond plaats tijdens een storm en verraste de Hessenaars. De overtocht werd vertraagd door een sneeuwstorm die met Kerstmis woedde. Uiteindelijk bereikten de Amerikaanse troepen de overkant op 26 december om 3 uur 's nachts. De strijd zelf duurde maar een uur. De Hessenaars verloren 23 man en 913 werden gevangengenomen. De Amerikaanse verliezen waren zeer beperkt: er werden twee officieren verwond, de neef van George Washington, en James Monroe, de toekomstige president van de Verenigde Staten.
's Middags waren de Amerikaanse troepen opnieuw de Delaware overgestoken en met de gevangenen teruggekeerd naar Pennsylvania. De overwinning gaf het continentaal Congres opnieuw vertrouwen, omdat gebleken was dat de Amerikaanse troepen in staat waren om reguliere troepen te verslaan.

## Tweede Slag bij Trenton
George Washington verwachtte na de overwinning een tegenoffensief van de Britse troepen maar was hen voor. Hij trok de Delaware over op 30 december 1776 om de vijand opnieuw te bekampen in Trenton. De strijd tegen de legers van generaal Cornwallis vond plaats op 2 januari 1777. Washingtons leger slaagde erin de Britten terug te dringen. De echte confrontatie zou plaatsvinden in de Slag bij Princeton.